# Friedrich Krupp

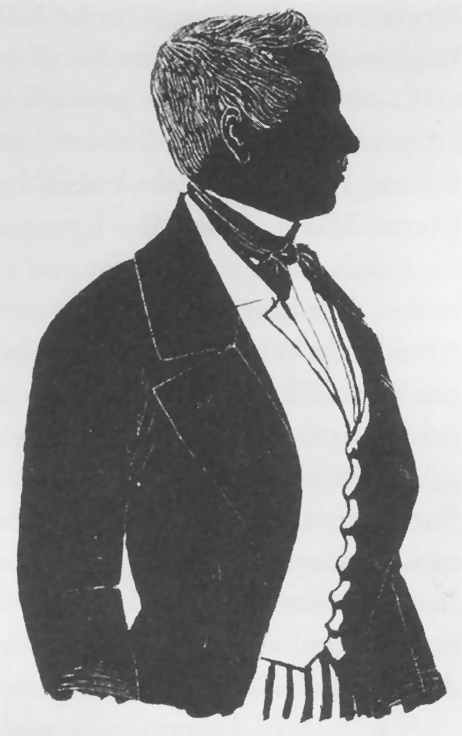
Friedrich Krupp, zeitgenössischer Scherenschnitt

Friedrich Carl Krupp (* 17. Juli 1787 in Essen; † 8. Oktober 1826 ebenda) war ein deutscher Industrieller  aus der Familie Krupp. Er machte bedeutende Fortschritte im metallurgischen Bereich und gilt als Gründer der Krupp-Gussstahlfabrik und des daraus hervorgegangenen Unternehmens Friedrich Krupp AG, das sein Sohn Alfred zum zeitweise größten Industrieunternehmen in Europa ausbauen sollte und das 1999 in der ThyssenKrupp AG aufging.

## Familie und Ausbildung

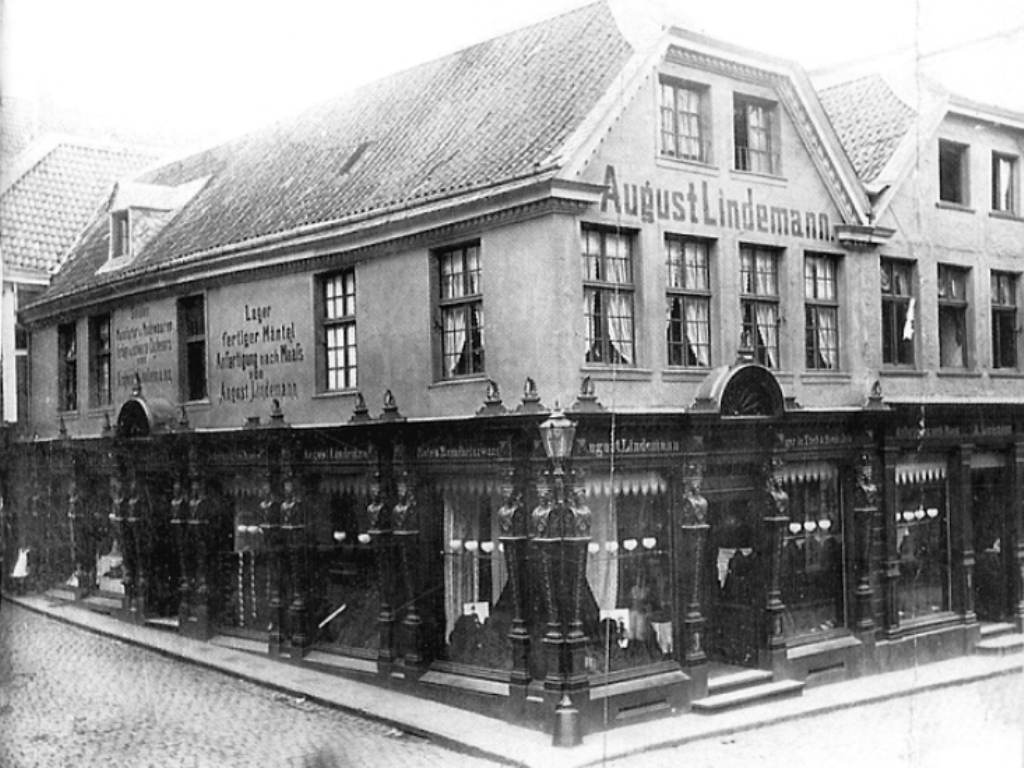
Das Geburtshaus von Friedrich Krupps Sohn Alfred Krupp am Flachsmarkt in der Essener Altstadt, hier etwa 1850–1880; es fiel 1824 an die Gläubiger

Die Krupps zählten zu einer eingesessenen Essener Kaufmannsfamilie, die ursprünglich aus den Niederlanden eingewandert war. Friedrich Krupp, ein Bildnis von ihm ist bis heute unbekannt, war der Sohn von Friedrich Wilhelm Peter Krupp (1753–1795) und seiner Ehefrau Petronella geborene Forsthoff (1757–1839). Diese bauten sich 1791 am Flachsmarkt in Essen ein eigenes Haus. Dieses trug an der einen Seite in eisernen Lettern die Aufschrift F. W. P. Krupp 1791, an der anderen Seite die der Ehefrau P. Forsthoff. Über einer Seitentür war das kruppsche Familienwappen in Sandstein gehauen. Friedrich Krupp zog später mit seiner Familie von dort in das Eckhaus am Flachsmarkt, Ecke Limbecker Straße, in dem sich später das Geschäft August Lindemanns befand und 1812 sein Sohn Alfred geboren wurde. 1822 zogen die Krupps in das sogenannte Stammhaus Krupp.
Friedrich Krupps 1757 jung verwitwete Großmutter Amalie Krupp, geborene Ascherfeld (1732–1810), hatte aus einer Kolonialwarenhandlung, die sie von ihrem Mann Friedrich Jodocus Krupp geerbt hatte, bereits einen Verbund diverser Handels- und Manufakturunternehmen aufgebaut. Friedrich Krupp besuchte das Burggymnasium, bis er 14 Jahre alt war, und absolvierte im Geschäft seiner Großmutter eine kaufmännische Lehre.
1807 erhielt Friedrich Krupp von seiner Großmutter Amalie Krupp anlässlich seiner Verlobung mit Therese Wilhelmi (1790–1850, Tochter eines Essener Kaufmannes) als Geschenk die Hütte zur guten Hoffnung übertragen, die zweitälteste Eisenhütte des späteren Ruhrgebietes, die sie 1799 aus einem Bankrott günstig erworben hatte. So ermöglichte sie Friedrich den Einstieg in die Schwerindustrie. Friedrich, der schon im Alter von 20 Jahren von seiner Großmutter dort als Betriebsleiter eingesetzt worden war und seit 1805 auch Grundkenntnisse der Metallurgie erwarb, wirtschaftete auf der Hütte nicht zufriedenstellend; sie stand auch in Konkurrenz zur benachbarten St.-Antony-Hütte, die bezüglich der Wasserversorgung zunächst Standortvorteile hatte. So machte Amalie Krupp die Übertragung 1808 wieder rückgängig und es gelang ihr, die Hütte zu einem Vielfachen des von ihr bezahlten Einstandspreises zu verkaufen.
Die Gute Hoffnung ging später an die Brüder Franz und Gerhard Haniel sowie Heinrich Arnold Huyssen, die mit der Gutehoffnungshütte den lange Zeit größten Arbeitgeber des späteren Oberhausen aufbauten.
1808 heiratete Friedrich Krupp seine Verlobte Therese Wilhelmi. Seit diesem Jahr betrieb Krupp mit Teilhabern ein Geschäft mit niederländischen Kolonialwaren und übernahm nach dem Tod seiner Großmutter 1810 deren Kolonialwarenhandlung.
Aus der Ehe gingen in den folgenden Jahren die Tochter Ida (1809–1882) und die drei Söhne Alfred (1812–1887), Hermann (1814–1879) und Friedrich (1820–1901) hervor.
Ab 1812 gehörte Krupp zum Stadtrat, zunächst als Einquartierungskommissar und später als städtischer Brandoffizier.

## Unternehmensgründung

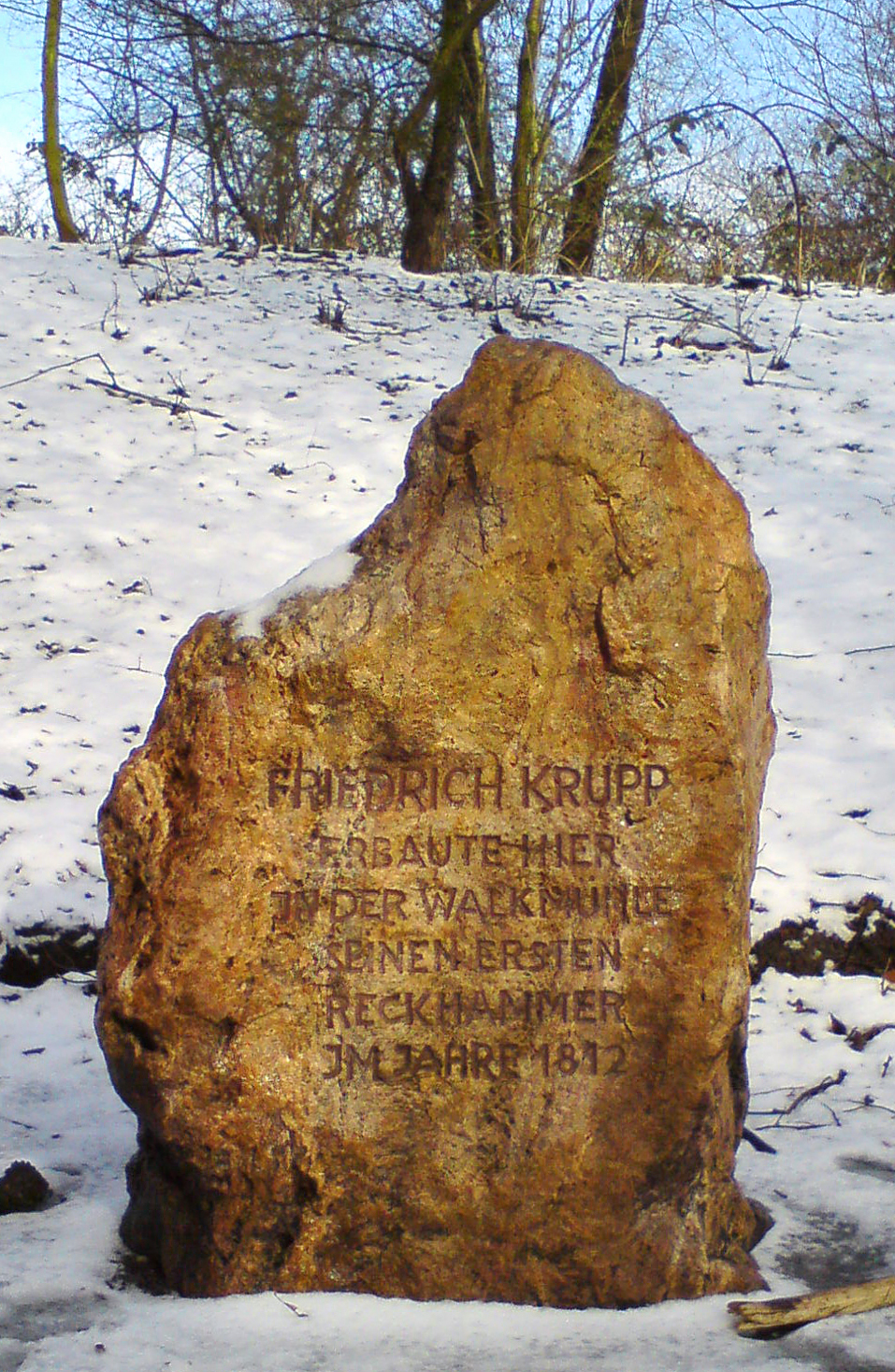
Gedenkstein am Standort der ehemaligen Walkmühle, wo Friedrich Krupp seinen ersten Reckhammer baute

Als Friedrich Krupps Großmutter Amalie 1810 starb, ging das Erbe an ihn und seine Schwester Helene, verheiratete von Müller, auf Burg Metternich. Nachdem Krupp das familiäre Kolonialwarengeschäft zunächst vom Einzel- auf En-gros-Handel umgestellt hatte, scheiterte er jedoch nach kurzer Zeit mit diesem Konzept und löste das Geschäft auf. Mit dem Erbe als Startkapital gründete er eine Werkstatt, die er am 20. November 1811 in die Firma Friedrich Krupp zur Verfertigung des Englischen Gussstahls und aller daraus resultierenden Fabrikationen umfirmierte und ins Handelsregister des noch unbedeutenden Landstädtchens Essen eintragen ließ. Teilhaber waren die Brüder Georg Karl Gottfried und Wilhelm Georg Ludwig von Kechel, die bereits in der Gussstahlherstellung Erfahrung hatten.
Ziel von Friedrich Krupp war es, den begehrten Gussstahl, der seit der Kontinentalsperre Napoléon Bonapartes nicht mehr aus England nach Europa gelangte, auf dem Kontinent herzustellen. Allerdings war er nicht der Erste. Die Herstellung englischen Gussstahls war auf dem Kontinent durchaus bekannt, seit 1804 Johann Conrad Fischer (1773–1854) in Schaffhausen (siehe Georg Fischer AG) das englische Monopol gebrochen hatte. Die Marktlücke war zunächst gegeben – doch am unternehmerischen Geschick mangelte es.
Nördlich der Essener Stadtmauer, auf dem Gelände einer alten Walkmühle in der sumpfigen Emscherniederung an der Berne, errichtete Krupp mit dem geerbten Geld die Gebäude für einen Reck- und Schmiedehammer. Dieser Standort erwies sich jedoch als ungünstig, da nur schlecht erschlossen. Hinzu kam der schwankende und oft zu niedrige Wasserstand der Berne, die für einen ständigen Antrieb der Schmiedehämmer nicht geeignet war. Zunächst konnte Krupp nur Zementstahl erzeugen. 1812 lieferte er erstmals Feilen aus diesem Material.
Die Gussstahlfabrik an der Berne wurde 1813 fertiggestellt, nachdem etwa 30.000 Reichstaler bei minimalen Einkünften investiert waren. Krupp zehrte im Grunde vom Familienvermögen. Zudem stellten sich die Teilhaber von Kechel als unzuverlässig heraus. Dem Bankrott nahe, trennte sich Krupp über lange, kostenintensive, juristische Wege von ihnen und wurde 1816 Alleininhaber der Firma. 1815 gelang es Krupp erste Probestücke aus Gussstahl zu fertigen und ab 1816 war er erstmals in der Lage, englischen Gussstahl zu liefern. Zu dieser Zeit war die Kontinentalsperre jedoch schon seit drei Jahren aufgehoben, und der echte englische Gussstahl war auf dem Kontinent wieder in großer Menge verfügbar.

## Expansion

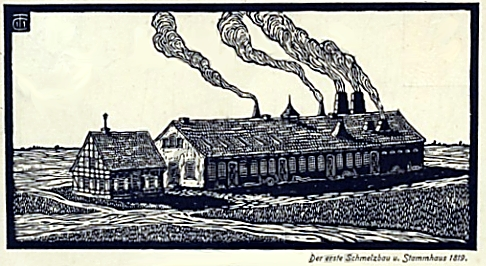
Schmelzhütte mit Aufseherhaus (links) im Jahr 1819

1817 wurde die Produktion auf Gerberwerkzeuge, Bohrer, Drehstähle, Münzstempel und Münzwalzen ausgedehnt. Da nun auch das meist zufriedene preußische Münzamt in Düsseldorf zu seinen Kunden zählte, brachte es Krupp zu etwas Ansehen. 1817 bescheinigte ihm das Königlich Preußische Münzamt die hervorragende Qualität seines Stahls. Kleine Mengen Gussstahl konnten auch an auswärtige Kunden verkauft werden. Die ersten von Krupp hergestellten Gussstahlwalzen zur Münzprägung brachten jedoch kaum Erfolg, die Behörde wies neun von 14 Exemplaren aus Qualitätsgründen zurück.
Da sich die Fabrik an der Berne an einem schlechten Standort befand, vergrößerte Krupp sie 1818 und legte den Grundstein für den Aufbau der Krupp-Gussstahlfabrik westlich der Stadt Essen auf einem Gebiet, das bereits seit dem 17. Jahrhundert im Familienbesitz war. Die neue Anlage ging dort, an der Mülheimer Chaussee vor dem Limbecker Tor, heute Altendorfer Straße, am 18. Oktober 1819 in Betrieb. Sie war auf sechzig Schmelzöfen angelegt, doch nur acht waren in der ersten Baustufe vorhanden. Ebenfalls in dieser Zeit ließ Krupp dort ein Aufseherhaus bauen, welches später von seinem Sohn Alfred zum Stammhaus Krupp hochstilisiert wurde. Dieser neue Standort nahe der Zeche Neuack, von der Krupp Kohlen bezog, war von Vorteil. Dennoch musste die alte Schmiede an der Berne noch aufrechterhalten werden, da es am neuen Standort keinen Wasserlauf gab.
1820 lieferte Krupp primär Schneidwerkzeuge, Sägen und Klingen. 1823 gelang es ihm dann, den hochwertigen Tiegelstahl herzustellen, auch wenn die Ergebnisse noch unklar blieben. Wichtige metallurgische Zusammenhänge waren noch nicht erklärbar. Aus finanziellen Engpässen heraus wurden zudem unterschiedliche Erze verwendet, was zu unterschiedlicher Gussqualität führte, die die Kunden nicht wünschten.
Zuletzt kostete ihn seine Lösung des Geheimnisses Stahlguss über 200.000 Taler, was heute etwa vier Millionen Euro entspricht.

## Früher Tod
Die Firma brachte keinerlei nennenswerte Erträge. Der hochverschuldete Gründer der Essener Gussstahlfabrik war zunehmend seiner Doppelbelastung als Fabrikant und gleichzeitig Inhaber mehrerer Ämter und Ehrenämter bei der Stadt Essen nicht mehr gewachsen. In der Folge wurde Friedrich Krupp ernsthaft krank und bettlägerig. 1824 musste er aus finanziellen Gründen in das Aufseherhaus seiner Fabrik übersiedeln. Das standesgemäße Haus am Flachsmarkt, direkt neben der Marktkirche, in dem die sechsköpfige Familie lebte, fiel an die Gläubiger. Friedrichs Witwe Therese konnte die Familie nun nicht mehr ernähren und schickte deshalb eine Tochter in Dienste nach Frankfurt und brachte einen Sohn bei Verwandten unter.

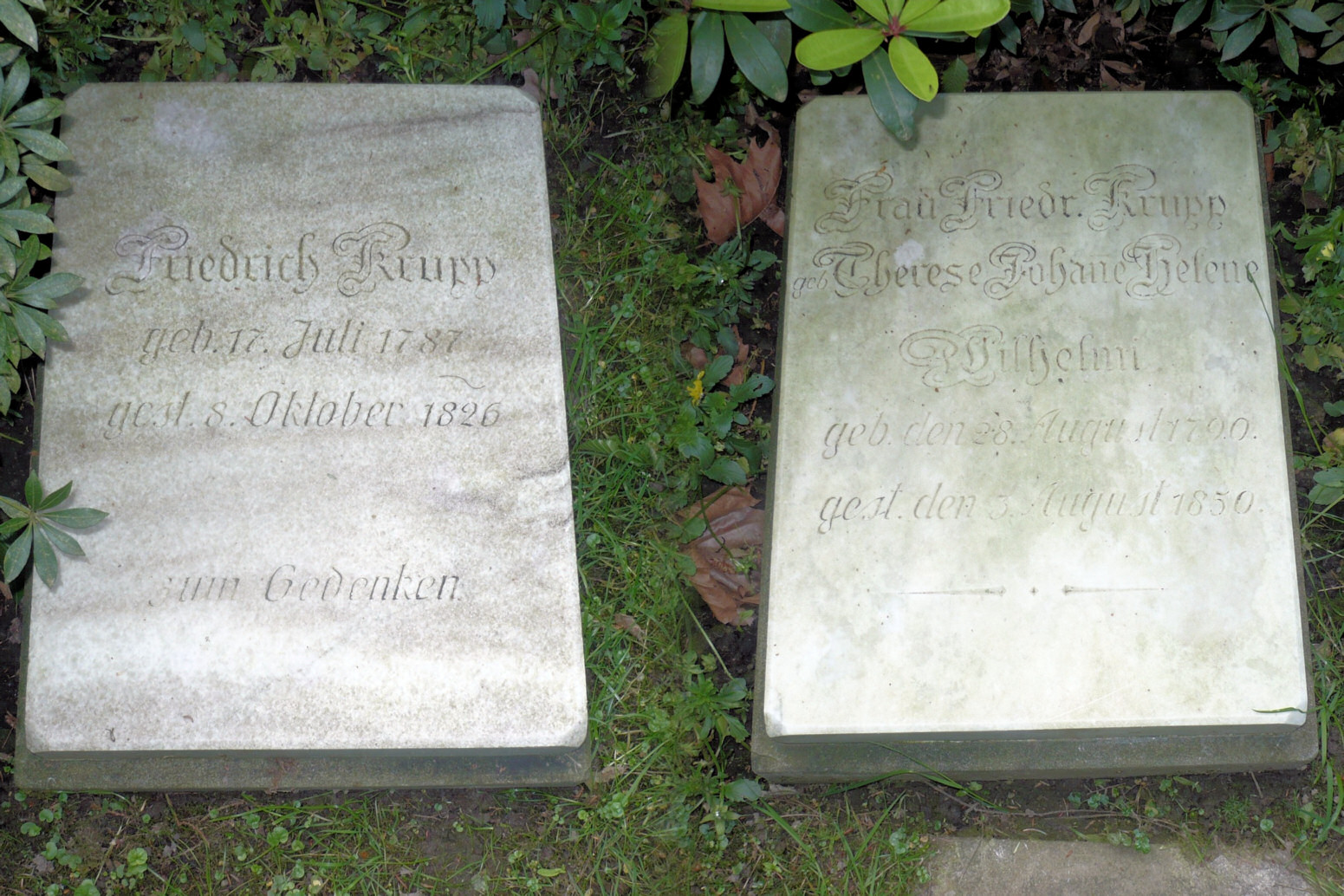
Grabplatten von Friedrich Krupp und seiner Frau Therese auf dem Friedhof Bredeney

Am 8. Oktober 1826 starb Friedrich Krupp, 39 Jahre alt, an einem Lungenödem. Beigesetzt wurde er auf dem damaligen Evangelischen Friedhof Essens zwischen der ersten und der zweiten Weberstraße, der heute überbaut ist. Seine Grabplatte liegt heute auf dem städtischen Friedhof Bredeney.
Das Unternehmen Krupp beschäftigte zum Zeitpunkt seines Todes noch vier Arbeiter, die sein 14-jähriger Sohn Alfred zusammen mit der Fabrik und 10.000 Talern (etwa 200.000 Euro) Schulden übernahm. Die Witwe Therese meldete keinen Konkurs an und führte, unterstützt von ihrem ältesten Sohn Alfred und weiteren Verwandten den Betrieb weiter. Sie blieb bis 1848 Inhaberin. Sohn Alfred führte das Unternehmen in den darauffolgenden Jahrzehnten zur Weltgeltung. Der an den Gründer erinnernde spätere Firmenname Friedrich Krupp AG hingegen hatte noch bis zur Fusion zur ThyssenKrupp AG im Jahre 1999 Bestand.
Im Essener Südviertel ist die Friedrichstraße nach Friedrich Krupp benannt.